# グエン・カーン
グエン・カーン（阮 慶、ベトナム語：Nguyễn Khánh / 阮慶、1927年11月8日 - 2013年1月11日）は、ベトナム共和国（南ベトナム）の元大統領、軍人である。

## 経歴

### 南ベトナム大統領
南ベトナム解放民族戦線との戦闘に注力しないズオン・バン・ミンに反発し、アメリカのロバート・マクナマラ国防長官などの強力な支持のもとで南ベトナムの指導者となるべく1964年にクーデターを起こし、
同年1月30日に新軍事革命委員会議長に就任。実権を掌握して内閣を組織、大統領に就任した。しかし、クーデターを乱発し内政を混乱させたことが南ベトナム社会の不安定化を招き、皮肉にも南ベトナム解放民族戦線の勢力を伸張させる要因となった。

### 国外追放
1965年2月25日、彼はアメリカの対南ベトナム政策への不信から南ベトナム解放民族戦線に歩み寄る可能性を示唆したことで、グエン・バン・チュー（阮文紹）ら南ベトナム軍の強硬派若手将校によって事実上フランスへと追放された。
その後1975年、南ベトナムが崩壊するとグエン・カーンは、1977年に妻と4人の子供を引き連れてアメリカに移住し、テキサス州やホンジュラス、カリフォルニア州にあるベトナム系（越僑）の企業などで働いていた。

### 政治への復帰
1990年代になると、彼はベトナムの将来に関する政治的活動や軍事的知識の習得などを積極的に行うようになった。2005年1月2日、リトル・サイゴン（カリフォルニア州）に本拠地を置く反共亡命政府組織である自由ベトナム臨時政府の政府元首に選出され、再び政治的活動を本格化させた。もっとも、政府元首就任以降に彼が行った政治活動は、現時点ではほとんど伝わっていない。
2013年1月11日、カリフォルニア州サンノゼで死去。85歳没。